# 아이자와 쓰바사
아이자와 쓰바사(일본어: 會澤 翼, 1988년 4월 13일 ~ )는 일본의 프로 야구선수이자, 센트럴 리그 히로시마 도요 카프의 소속 선수(포수)이다.